# La Baronne James de Rothschild
La Baronne James de Rothschild est un portrait peint par Jean-Auguste-Dominique Ingres, en 1848. Il représente Betty de Rothschild, épouse du baron James de Rothschild. Cette œuvre fait partie de la série des portraits de femmes de la haute société parisienne, commencé avec le portrait de La Vicomtesse d'Haussonville. 
En 2007, le tableau est le sujet du roman de Pierre Assouline, Le Portrait. Le tableau fait partie des collections de la famille Rothschild.

## Provenance
Commande de l'époux du modèle, James de Rothschild, propriété de Betty de Rothschild jusqu'en 1886, légué à son fils Alphonse de Rothschild. Le tableau passe à ses descendants successifs et fait partie des collections de la famille de Rothschild. Sous l'Occupation allemande, le portrait est confisqué par les nazis et est restitué en 1946 à ses propriétaires.